# Engjëlli
Die Familie Engjëll (Pl. Engjëlli; lateinisch Angelus, italienisch Angelo, Angeli) war ein aus Drisht stammendes albanisches Adelsgeschlecht. Sie flüchtete 1478 nach Venedig, wo sie den italienischen Nachnamen Angelo annahm und 1756 ausstarb.
Die Engjëli standen in Kontakt mit anderen Exilanten wie dem Presbyter Demetrio Franco, einem entfernten Verwandten, der Pfarrer der Kirche San Giovanni Battista von Briana in der Bistum Treviso wurde; mit dem Schriftsteller, Humanisten und katholischen Priester Marinus Barletius, der 1479 nach Venedig floh; mit den Dukagjini, die nach Ancona flohen; mit Gjin III. Muzaka, der 1479/80 nach Neapel floh.
Wie viele albanische Herren, die nach der Eroberung ihrer Heimat im 16. Jahrhundert nach Italien flohen, zu einer Zeit, als gefälschte Genealogien, insbesondere solche, die sich auf die Antike bezogen, in Mode waren, taten dies auch die Engjëlli, die nicht davor zurückschreckten, für ihre Zwecke gefälschte Dokumente zu erstellen, um eine „phantasmagorische“ Genealogie zu entwerfen.
Alle Mitglieder der Familie Engjëll unternahmen ein langwieriges Projekt, um ihre aristokratische Abstammung bestätigen zu lassen, ein Projekt, das von Generation zu Generation erfolgreich fortgesetzt wurde. Die Nachkommen erwiesen sich als geschickte Fälscher und rühmten sich einer beispiellosen Verwandtschaft mit der gleichnamigen byzantinischen Kaiserfamilie (Angelos), die allerdings im 14. Jahrhundert ausgestorben ist.
Zu Beginn des 16. Jahrhunderts fügten sie die Titel der Grafen und Herzöge von Drisht und Durrës hinzu, obwohl Drisht bereits seit September 1478 in osmanischer Hand war und Durrës 1392 nach dem Tod von Georg Thopia, dem Herrn von Durrës, der keine Erben hinterließ, friedlich an Venedig fiel und 1501 osmanisch wurde.
Mitte des 16. Jahrhunderts behaupteten Angehörige der Familie, dass ihr Hausorden, der Konstantinorden, von Konstantin dem Großen gegründet worden sei und dass der erste Großmeister ein Michael Angelo, einer ihrer Vorfahren, gewesen sei. Sie behaupteten, von einer Seitenlinie Konstantins des Großen abzustammen und fügten ihrem Familiennamen Angelo „Flavio Comneno“ (Flavius Comnenus) hinzu, um auf die byzantinischen Familien Angelos und Komnenos und die römische Dynastie der Flavier zu verweisen.

## Herkunft
Die Herkunft der Ëngjëlli ist unklar. Die Familie gehörte wohl zum venezianischen Patriziat von Drisht , wie aus einem venezianischen Dokument von 1455 hervorgeht, in dem ein Herr Andrea Angelo (miser Andrea Anzolo) erwähnt wird. In den venezianischen Archiven gibt es jedoch keine Dokumente über Drisht, die bestätigen, dass sie wie andere albanische Familien einen eigenen Staat besaßen, was jedoch von den Nachkommen im 16. Jahrhundert behauptet wurde.
Über die weibliche Linie von Lucia Span oder Spano – von den Feudalherren von Drisht – waren die Ëngjëlli mit der serbischen Dynastie Branković, der französischen Familie De Balzo, der italienischen Familie Sanseverino und der byzantinischen Familie Cantacuzeni verwandt.
Im Laufe des 16. Jahrhunderts erhoben die Nachkommen der Ëngjëlli Anspruch auf eine Verwandtschaft mit den Kastrioti, Dukagjini, Thopia und mit Katarina Kosača-Kotromanić, Königin von Bosnien.

## Geschichte

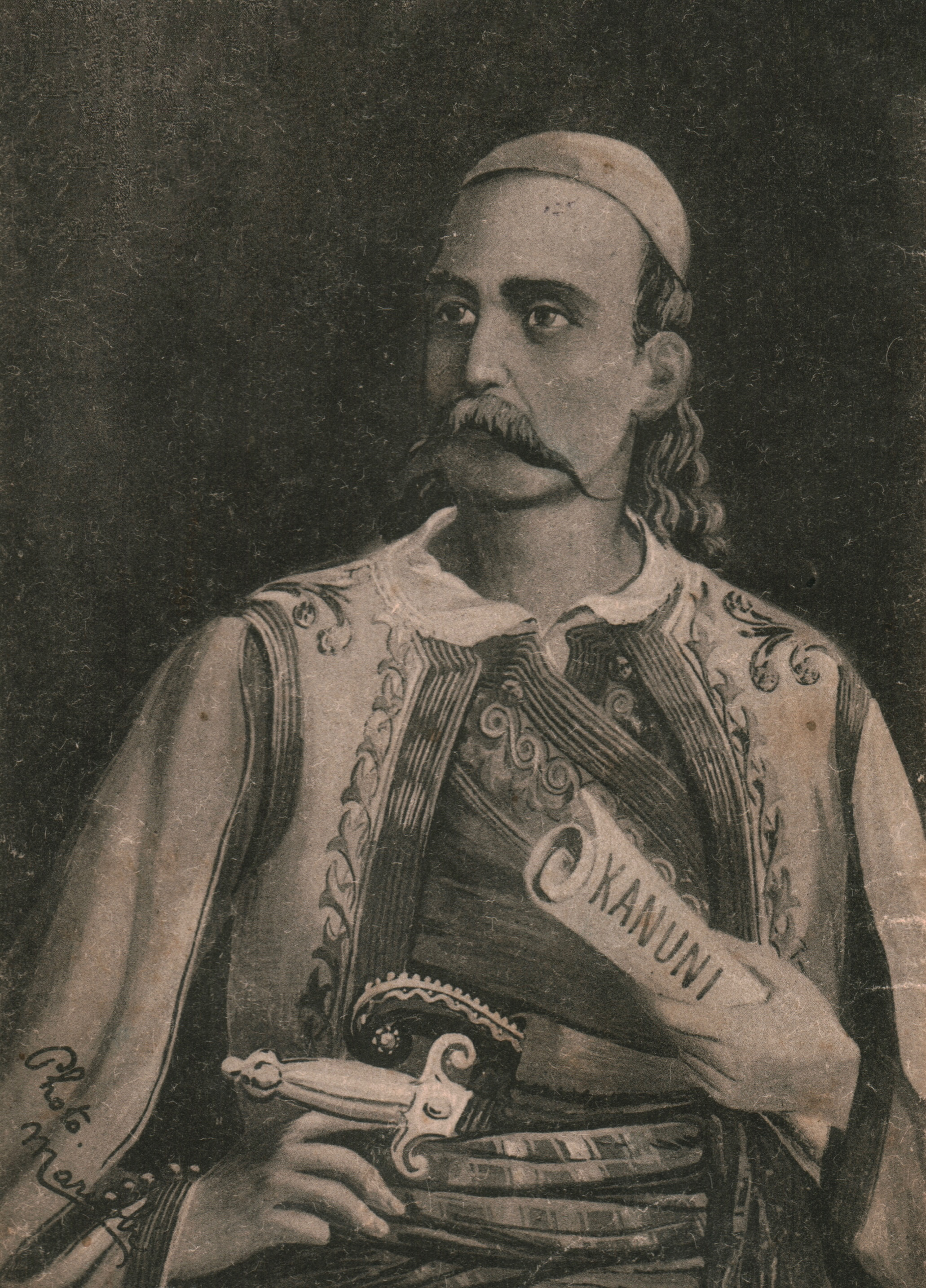
Lekë III. Dukagjini

Das erste urkundlich erwähnte Mitglied dieser Familie war der bereits erwähnte Andrea Anzolo († 1451), d. h. Andrea I. Ëngjëll, der sich als einer der Hauptmänner, ein brillanter Mann der Tat und verdienter Kämpfer auszeichnete. Er schlug 1448 einen Angriff von Hamza Kastrioti auf Drisht zurück, der die Festung Barlese befehligte, die wahrscheinlich am Drin zwischen Spatharë und Kosmaç im heutigen Albanien lag.
Im Jahr 1451 wurde Andrea I. Angelo zusammen mit anderen albanischen Fürsten (Božidar Dushman und Lekë III. Dukagjini) vom venezianischen Podestà von Drisht beschuldigt, den Aufstand organisiert zu haben. Die Verdächtigen wurden festgenommen und gefoltert. Dieses Schicksal ereilte auch Andrea I. Angelo, der trotz schwerer Folter nichts gestand und 1451 unter der Folter starb; sein Vermögen wurde beschlagnahmt. Nach einer Untersuchung wurde er im Januar 1455 post mortem rehabilitiert, aber trotzdem wurden die Engel weiterhin verdächtigt, Venedig feindlich gesinnt zu sein, und waren dem Klatsch und Tratsch ausgesetzt.
Andreas I. Angelo hatte mit Dona Thia zwei Söhne: Pal I; (dt. Paul, * um 1427 ; † 1469), Erzbischof von Durrës und den Soldaten  Pjetër; (dt. Peter, * 1435 ; † um 1512).

### Pal I. Engjëll

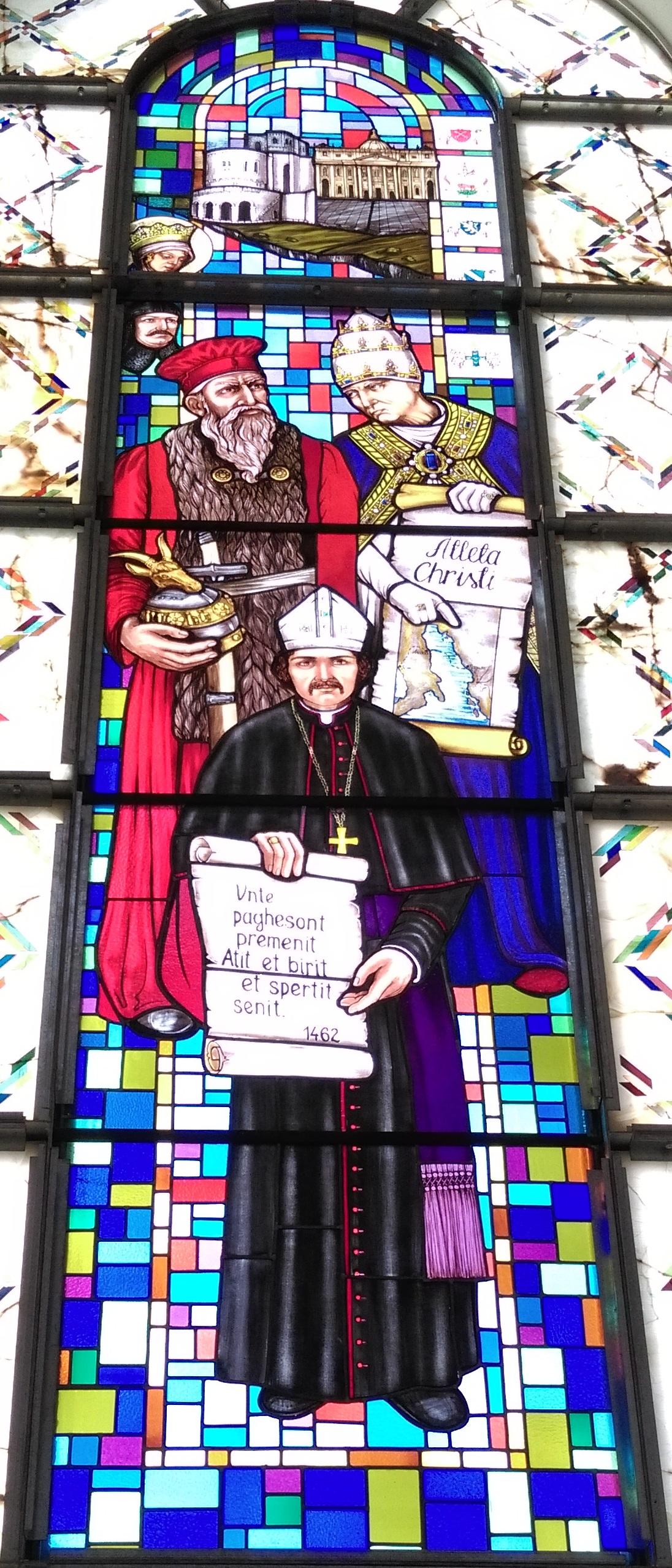
Buntglasdarstellung von Papst Callixtus III, Skanderbeg und Pal Engjëlli (im schwarzen Gewand) in der Mutter-Teresa-Kathedrale in Prishtina

Pal I. Engjëll (* Drivasto um 1427 † 1469), ein gebildeter Mann, der neben Griechisch auch Latein gelernt und die klassischen Altertümer gelesen hatte, diente als päpstlicher Legat in Albanien, wurde am 19. März 1460 Erzbischof von Durrës und damit Oberhaupt der katholischen Kirche in Albanien.
Laut Universitätsprofessor Oliver Jens Schmitt betrachtete sich Pal, wie die anderen Bürger von Drisht, als Nachkomme römischer Kolonisten. Wahrscheinlich war er es, der seinen viel jüngeren Bruder Pjetër in die Geschichte der Antike einführte, die dieser dann an seine Söhne weitergab.
Pal I. hatte auch eine klare Vorstellung vom Kampf gegen die Osmanen und während der Organisation der Kreuzzüge wurde er am 17. April 1456 von Papst Calixt III. mit der Sammlung der Grundbedürfnisse für die Kreuzfahrer in Albanien, Dalmatien und Serbien beauftragt. In Zusammenarbeit mit Papst Pius II. entwarf Pal I. Angelo einen Plan für einen Kreuzzug, der jedoch durch den Tod des Papstes am 14. August 1464 scheiterte.
Um die katholische Kirche in Albanien zu reformieren, berief Paul I. 1462 eine Synode in der Dreifaltigkeitskirche von Stellushi bei Burrel im Bezirk Mat ein, deren Ergebnis die am 8. November 1462 verfassten „Constitutiones“ waren, die die Taufformel in der Volkssprache enthielten, den ersten dokumentierten Satz in albanischer Sprache: unte paghesont premenit atit et birit et spertit semt (Ich taufe dich im Namen des Vaters, des Sohnes und des Heiligen Geistes). Das Manuskript wurde im 16. Jahrhundert hinterlegt und im Jahr 1915 von dem rumänischen Historiker Nicolae Iorga in der Biblioteca Medicea Laurenziana in Florenz entdeckt.
Ab 1464 reiste Pal I. als Berater und Gesandter Skanderbegs nach Ragusa, an die Höfe von Mailand und Neapel und vermittelte zwischen seinem Auftraggeber und der Republik Venedig. Die Venezianer schenkten ihm – ungeachtet der oben beschriebenen Tatsachen seines Vaters – ihr volles Vertrauen und sahen in ihm den Mann der Versöhnung mit Skanderbeg.
Pal I. Angelo starb 1469 in seiner Heimat im Dienste der Signoria.

### Pjetër I. Engjëll
Pjetër I. Engjëll (* Drisht 1435; † um 1512) war wie sein Bruder Pal I. venezianisch gesinnt und widmete sein Leben dem Kampf gegen die Osmanen. Für die Dienste, die er und sein Bruder PaL I. der Republik geleistet hatten, gewährte ihm der Große Rat am 26. Januar 1470 eine jährliche Provision von 25 Dukaten, die von der Kammer von Drisht am 20. Dezember 1470 auf sechs Dukaten pro Monat festgesetzt wurde. Dies war eine lächerliche Summe, wenn man bedenkt, dass sein Schwiegervater Aleks Span von Venedig eine jährliche Provision von 1.000 Dukaten bezog.

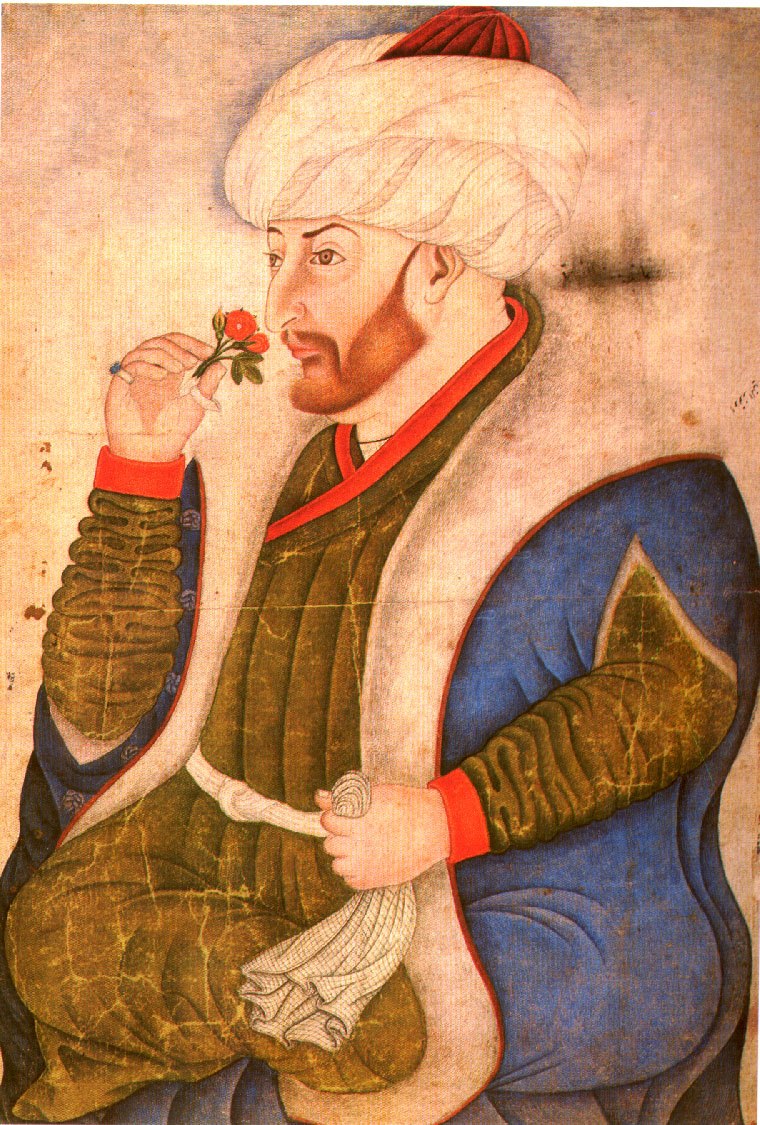
Sultan Mehmed II., Miniatur aus der zweiten Hälfte des 15. Jahrhunderts, gemalt von Sinan Bey oder seinem Schüler Şiblizâde Ahmed.

Am 10. Juli 1475 gewährten die venezianischen Provisores et sindici Dalmatiæ et Albaniæ Egidio Morosini und Domenico Bollani Pietro das Privileg Familien aufzunehmen, die vor den Osmanen nach Drisht geflohen waren, um dort ihre Felder zu bewirtschaften, und im Gegenzug von den Steuern befreit zu werden, die die Eingesessenen zu zahlen hatten.
Als es den osmanischen Truppen bei der letzten Belagerung von Shkodra Ende August 1478 nicht gelang, die Stadt einzunehmen, befahl Sultan Mehmed II. die Erstürmung der umliegenden Festungen. Lezha, Zabljake und Crnojevića (die beiden letzteren gehören heute zu Montenegro) fielen ebenso wie Drisht (September 1478), dessen Bewohner bis zuletzt gekämpft hatten, was sie durch Gefangennahme bitter bezahlen mussten. 300 von ihnen wurden auf Befehl Mehmeds vor den Mauern von Shkodra enthauptet, eine einschüchternde Geste gegenüber Venedig, sich zu ergeben. Die Familie von Pjetër I. Engjëll (Lucia Span und Kinder) wurde gefangen genommen und deportiert.
Im Auftrag des Generalkapitäns der See (Capitano Generale da Mar) Antonio Loredan begab sich Pjetër I. in das osmanische Lager bei Shkodra, um einen Waffenstillstand auszuhandeln; er gab vor, dem kommandierenden Pascha untertan zu sein, der ihn unter die Mauern der Stadt schickte, um die Verteidiger zur Aufgabe zu bewegen. Dennoch rief er sie unter Einsatz seines Lebens zum Widerstand gegen die Belagerung auf. Offensichtlich gelang ihm die Flucht, denn wir finden ihn im Dezember 1478 in Venedig, wo er den Senat um finanzielle Unterstützung für seinen Lebensunterhalt bat, da er alles verloren habe, was er in Drisht besaß, ohne jedoch anzugeben, was er verloren hatte. Er berichtete auch, dass seine Familie von den Osmanen gefangen genommen und deportiert worden war.
Am 20. Dezember 1478 bewilligte ihm der Senat eine Pension von vier Dukaten monatlich, von der er leben kann, zahlbar von der venezianischen Kammer in Padua, und am 15. März 1479 billigte der Senat wegen seiner und seines Vaters Verdienste sein Gesuch, mit den Osmanen über die Freilassung seiner Frau und seiner Kinder zu verhandeln, und gewährte eine Summe von bis zu 200 Dukaten als Kredit seiner Provision.
Nach dem rumänischen Historiker Francisc Pall soll Pjetër I. Engjëll den aus Shkodra nach Venedig exilierten katholischen Priester Marinus Barletius zur Abfassung der 1510 in Rom erschienenen Historia de vita et gestis Scanderbegi, Epirotarum principis und das gleichzeitig veröffentlichte Compendium vitum Summorum Pontificum vsque ad Marcellum II. Imperatorumque Romanorum […] inspiriert haben,  wobei er selbst in der Vorrede bestätigt, dass er dieses Werk auf Wunsch seiner Freunde verfasst habe.
Pjetër I. Engjëll starb um 1512 und hatte mit Lucia Span fünf Kinder:
- Alessio († vor 1547) schlug eine militärische Laufbahn ein und fiel im Krieg gegen die Osmanen[23]: Alexius Angelus, in bello obiit.[24]
- Paolo II. († 1573 in Briana) schlug eine kirchliche Laufbahn ein und wurde 1513 bis zu seinem Tod Pfarrer von Briana, heute ein Ortsteil der Gemeinde Noale in der Provinz Venedig, als Nachfolger seines entfernten Verwandten Demetrio Franco.
- Andrea II. († 1581 in Rom) schlug eine kirchliche Laufbahn ein, wurde für einige Zeit Rektor der Kirche Sant'Angelo di Scala in der Bistum Padua, gründete um die Mitte des 16. Jahrhunderts die Milizia Aureata Angelica Costantiniano sotto il titolo di San Giorgio und war von 1570 bis zu seinem Tod der erste nachweisbare Großmeister.
- Girolamo (auch Geronimo; * 1505; † 1591) schlug eine militärische Laufbahn ein; 1559 war er Hauptmann der Reitergarde des Heiligen Stuhls und hatte als Mitglied der Bande Neri[Anm. 22] von Giovanni de Medici beträchtliche militärische Erfahrung gesammelt. Er stand noch im päpstlichen Militärdienst, als er im Alter von 86 Jahren bei einer Belagerung in der Lombardei getötet wurde.
- Giovanni Demetrio (* 1499; † 1571) schlug wahrscheinlich eine militärische Laufbahn ein.[Anm. 23]

### Die erste Generation in der Republik Venedig
Im 16. Jahrhundert, kurz nach dem Tod Pjetërs I. um 1512, gründeten seine Söhne ein „Familienunternehmen“, um im Falle eines Sieges über die Osmanen eines Tages ihre vermeintlich verlorenen Besitztümer zurückzuerobern. Zu diesem Zweck versuchten sie, ihre nicht dokumentierte Abstammung von den gleichnamigen byzantinischen Kaisern (Angelos) zu beweisen, einer Familie, die im 14. Jahrhundert ausgestorben ist.

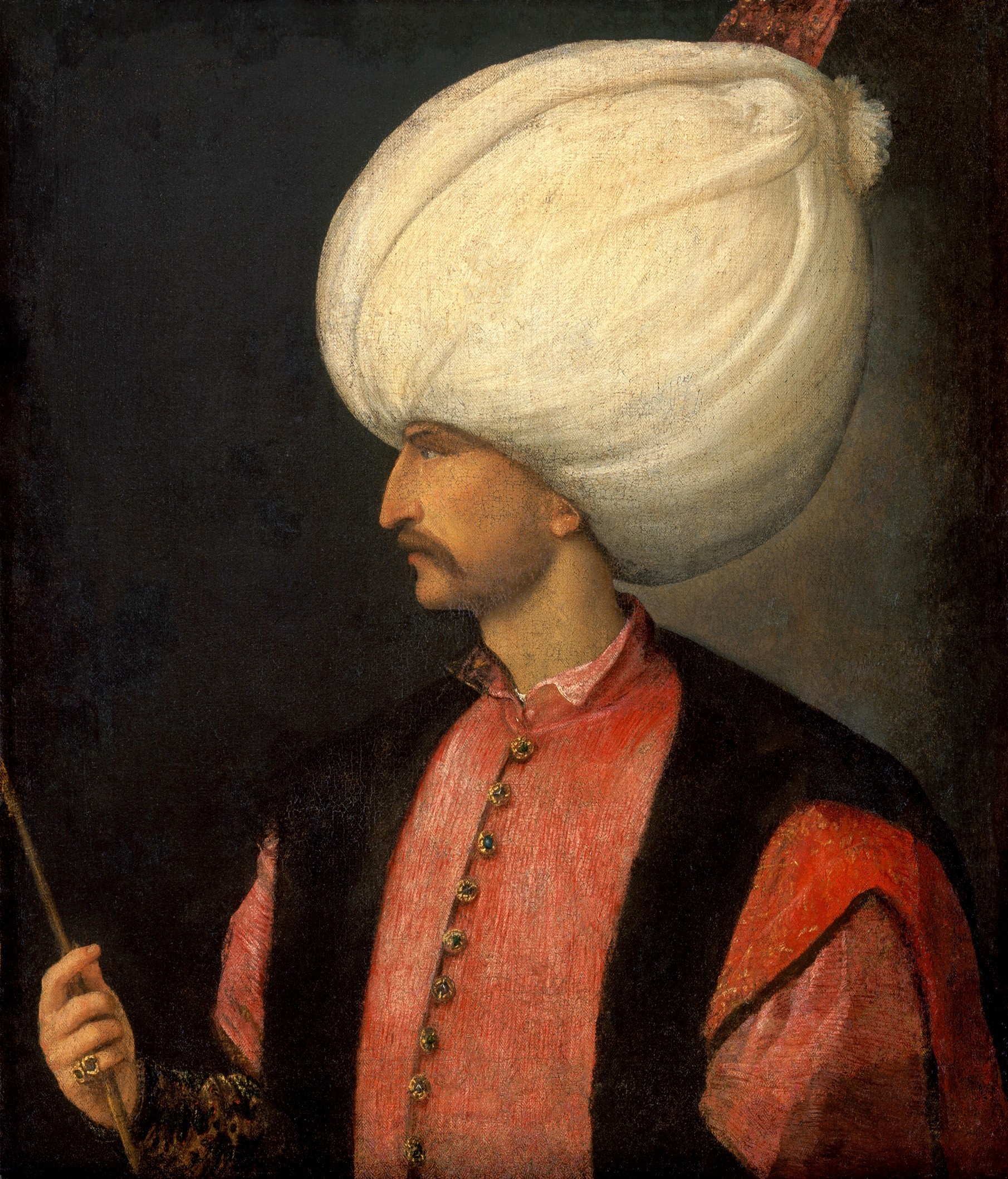
Porträt von Suleiman I. um 1530, Tizians Werkstatt

1520 veröffentlichte Paolo II. Angelo seine Epistel an die Sarazenen, ein Pamphlet gegen den Koran, in dem er Sultan Süleyman I., genannt „der Prächtige“, beschuldigte, den Thron von Byzanz von seinen Vorfahren usurpiert zu haben: […] tu Sulta[no] usurpi al p[rese]nte la sede del imperio Biza[n]tino […] io te facia sap[ere] che antiqu[a]me[n]te la sedia: q[a]le tu teni usurpata si stata de mei p[ro]genitori.”
1547 wollte Andrea II. Angelo mit einer notariellen Abschrift vom 24. Juni 1515 beweisen, dass die Familie Angelo von Drisht den Grafentitel besaß und vor 1478 – als Drisht an die Osmanen fiel – zahlreiche Häuser und Ländereien besessen hatte.
Laut dieser Liste, die von zwei Geistlichen aus Drisht – dem bereits erwähnten Demetrius Franco und Alexius Duda – bezeugt ist, besaßen die Angeli in Drisht acht Steinhäuser mit Ziegeldächern, von denen einige drei oder mehr Stockwerke hoch waren; 95 Weingärten, 200 Olivenhaine, 1640 Äcker und eine große Mühle am Fluss Kir. Als Pronoiare – byzantinischer, aber nicht venezianischer Titel – hätten sie die Steuern von 327 Familien in verschiedenen Siedlungen erhalten, und das Land sei ihnen bald als Bashtina (südslawischer Begriff für „Erbe“) zugefallen, wie die Dörfer Rushkulli und Shtegu bardhë (dt. Weißensteg, ital. Passobianco).
Leider konnte bisher kein venezianisches Dokument gefunden werden, das diese Besitztümer der Angeli belegt, wohl aber die anderer Familien, die sich auf dieselben Dörfer beziehen. So besaßen beispielsweise die Familien Prekali und Summa Besitzungen in der Gegend von Rushkulli (nicht zu verwechseln mit Rrushkulli am Bojana) und Weißensteg gehörte 1451 dem Kloster St. Johann, das es vorübergehend an die Familie Humoj verlor, die von der venezianischen Verwaltung belehnt worden war. Der Schweizer Historiker Oliver Jens Schmitt äußert starke Zweifel an der Richtigkeit und wenn man der überlieferten Liste Glauben schenken will, muss Passobianco erst sehr spät in den Besitz der Angeli gekommen sein.
Im 16. Jahrhundert wurden die bereits erwähnten „Constitutiones“ hinterlegt, die dem Erzbischof von Durrës, Pal I. Engjëll, zugeschrieben und auf den 8. November 1462 datiert werden. Dem Manuskript sind zwei Dokumente beigefügt: Das erste ist eine Liste der Fürsten der großen Region Illyrien hujus nostrae illiricae regionis fines latissimi sunt mit einer Vorrede, in der es heißt: die Hinzufügung erfolgte auf Anordnung des hochwürdigsten und erhabensten Kardinal Erzbischofs der Heiligen Römischen Kirche von Durazzo, Pal [I.] Angelo, Sonntag, 15. Januar 1463. Schade, dass es sich bei diesem Tag nicht um den Sonntag, sondern um den Samstag handelte.

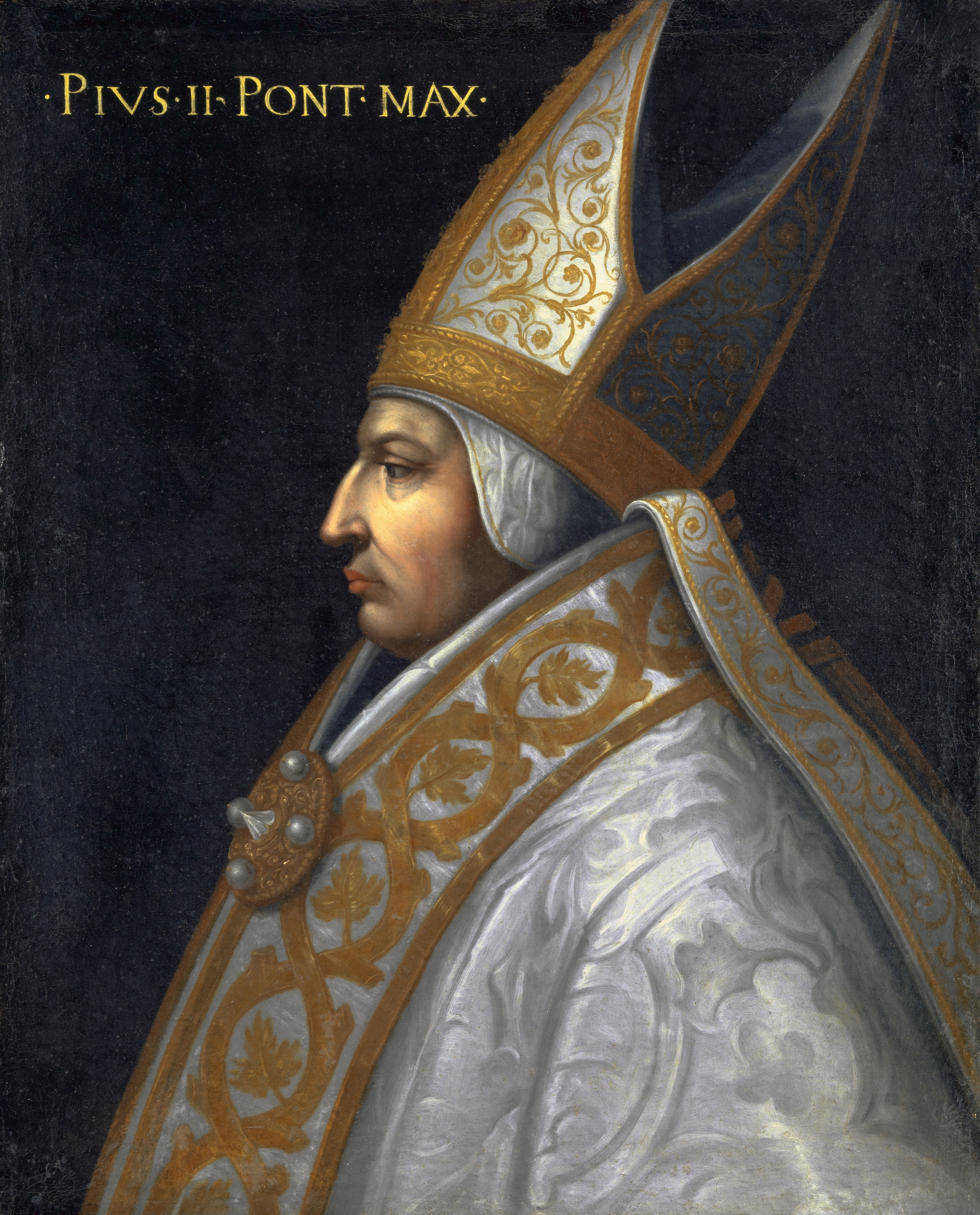
Cristofano dell'Altissimo, Porträt von Pius II., 16. Jahrhundert, Kunstmuseum Basel, Basel

Die zweite Anlage ist eine undatierte Bulle von Papst Pius II., die auf Veranlassung des Erzbischofs von Durrës, Pal I. Engjëll, gegen die Osmanen und zugunsten von Skanderbeg, seinem Cousin [sic!] erlassen worden sei. Skanderberg war ein Zeitgenosse von Pal I. Engjëll, aber er war weder ein Cousin (Sohn eines Onkels oder einer Tante) noch verwandt.
In dieser angeblichen Bulle rief Papst Pius II. zu einem Kreuzzug auf und erteilte den Geistlichen die Erlaubnis, Waffen zu tragen, zu verwunden und zu töten. Die Bulle endet mit der Notiz am Stephanstag, dem 7. Januar (sic) 1403, starb unser Pius II. in Ancona. Leider starb Pius II. aber am 14. August 1464.
Der päpstlichen Bulle folgt unter Angabe einer Quelle die Genealogie der römischen Flavier, von denen Erzbischof Pal I. Engjëll abstammen will: Sie befindet sich in den Archiven der Stadt Dryad, heute jedoch in Drivast: Es steht in Spalte X, Seite C des Goldenen Buches der alten berühmten Männer.
Es folgt ein fabelhaftes Privileg des Kaisers Michael Palaeologos, eine Antwort auf eine Petition der Grafen von Drisht Michele Angelo und seines Sohnes Andrea, römische Edelleute, Ratsherren, datiert Konstantinopel 25. April 1293 im 33. Jahr des Reiches.

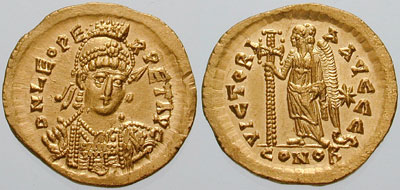
Solidus Leos I., geprägt in Konstantinopel. Auf einigen in Thessaloniki geschlagenen Münzen trägt der Kaiser hingegen einen Bart.

Das Privileg bestätigt die Befreiungen und Immunitäten, die den Vorfahren der Angeli vom Durchlauchtigsten Kaiser Leo I. (457–474) und seinen Nachfolgern gewährt worden waren mit der Befugnis, Ritter, Grafen, Barone, einfache Richter, Notare, Tabellones und Ärzte in jeder Fakultäten zu ernennen, laureare poeti; alle, die durch eine unerlaubte Verbindung gezeugt worden sind, sei es unter den Lebenden oder unter den Toten, von Schande zu befreien und zu rechtfertigen, indem sie sie reinigen und von jedem Geburtsschaden befreien.

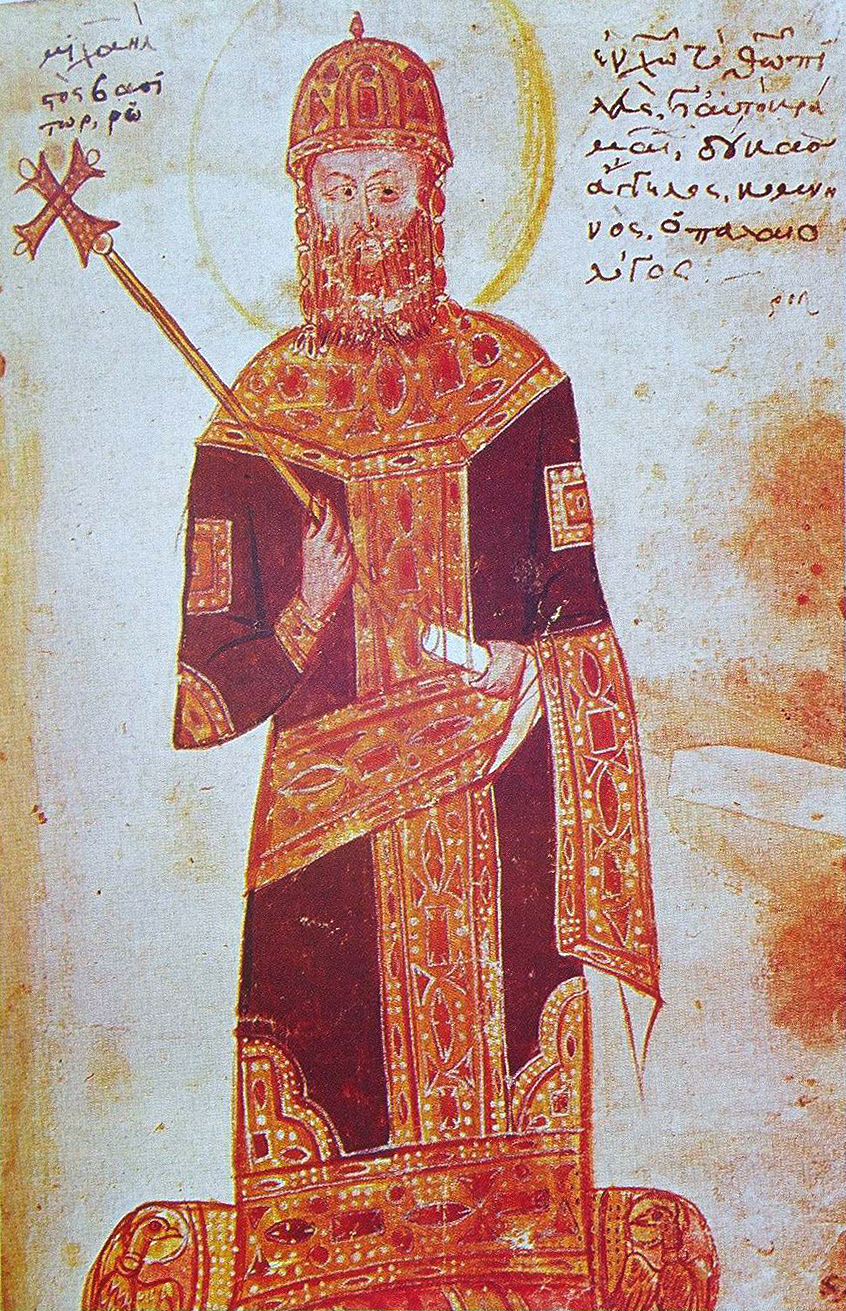
Michael VIII. Palaiologos in einer zeitgenössischen Darstellung

Diese Urkunde ist eine Fälschung, denn im 13. Jahrhundert trugen zwei Paläologen namens Michael den Titel eines Kaisers von Byzanz: Michael VIII. (1259–1282) und sein Enkel Michael IX. (1294–1320). Im Jahr 1293, dem Datum des angeblichen Privilegs, war Michael VIII. bereits seit elf Jahren tot, und Michael IX. war von 1294 bis zu seinem Tod am 12. Oktober 1320 Mitkaiser mit seinem Vater Andronikus II.
Dieses gefälschte Dokument wurde 1597 in den Statuten des Konstantinordens erneut veröffentlicht, wobei das Ausstellungsdatum vom 25. April 1293 auf den 1. Juni 1294 geändert wurde, im 34. Jahr des Reiches. Aber Michael IX. wurde am 21. Mai 1294 gekrönt, und wenn überhaupt, dann im ersten Jahr seines Kaisertums.
In dieser Urkunde werden Michele Angelo und sein Sohn Andrea zu Herzögen und Grafen von Drisht und Durazzo, Fürsten von Makedonien und Meister der Miliz des Heiligen Georg. Außerdem wurde dem Familiennamen  „Flavio“ angefügt, so dass er nun Michele Angelo Flavio lautet.
Neben Kaiser Leo I. soll auch Kaiser Isaac Angelo Flavius die oben genannten Privilegien bestätigt und hinzugefügt haben, dass der Ursprung der Miliz des Heiligen Georg unter der Basiliusregel auf Kaiser Konstantin den Großen zurückgehe.
Offensichtlich hatten die Brüder Angelo (Paolo II., Giovanni Demetrio, Andrea II. und Girolamo) Probleme mit ihrem Anspruch auf die Abstammung von den byzantinischen Kaisern, denn 1545 erhielten sie von Papst Paul III. (geboren als Alessandro Farnese, Stammvater der Farnese-Herzöge von Parma) ein Motu Proprio, das die von Kaiser Michael gewährten „apokryphen Privilegien“ bestätigte, indem er ihre Abstammung anerkannte und all jene exkommunizierte, die die Genealogie der Angeli nicht anerkannten: […] ac Imperatoribus Constantinopolis descendunt, et originem ex utroque parente trabunt, ac Imperium Constantantinopolis quod (non obstante occupatione olim a Paleologis, moxque ab Othomanis facta) ad eos Spectat […].
Das Motu Proprio ist wahrscheinlich falsch, denn es wurde am Sonntag, dem 5. Dezember 1545 erlassen. Leider ist der 5. Dezember nicht auf einen Sonntag, sondern auf einen Mittwoch gefallen. Unabhängig davon, ob die Urkunde echt oder gefälscht war, gelang es den Angeli, ihren Privilegien, die jeder historischen Grundlage entbehrten, Rechtskraft zu verleihen.

## Religiöser und Militärischer Konstantinischer St.-Georgs-Orden
Den Angeli zufolge wurde der Religiöse und Militärische Konstantinische St.-Georgs-Orden von Konstantin dem Großen gegründet. Die ersten Großmeister sollen Alessio Angelo und sein Sohn Michele gewesen sein.

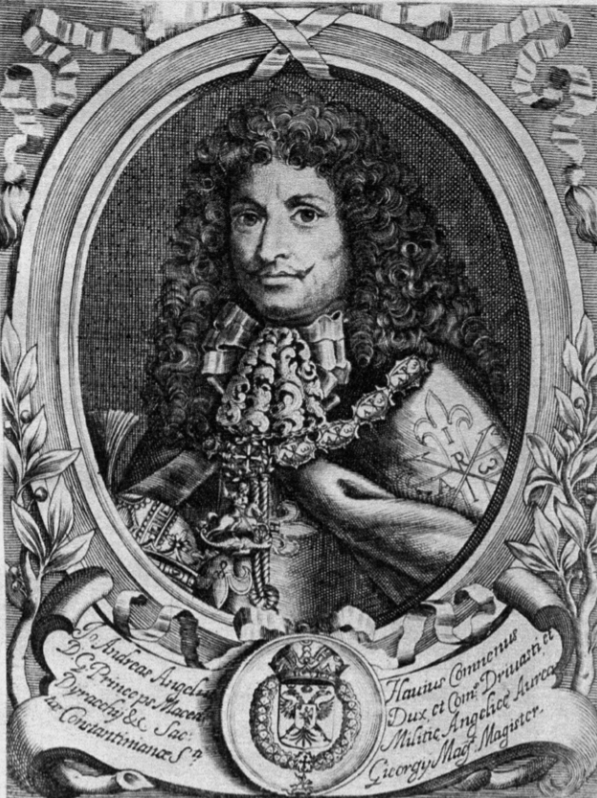
Giovanni Andrea II Angelo Flavio Comneno

Im Jahre 1453, als Konstantinopel in die Hände der Osmanen fiel und 600 Ritter des Heiligen Georgs getötet worden wären, seien die Angeli in ihre Ländereien nach Drisht und Durrës und an andere Orte in Albanien geflohen, wo Fürst Andrea I. Angelo Falvio mit seinen Söhnen Peter I. und Paul I., dem Erzbischof von Durrës, mit ihren Verwandten und den überlebenden Rittern des St. Georgsordens gegen die Osmanen gekämpft hätte, um den Heiligen Glauben und die katholische Religion zu verteidigen. In dieser Zeit soll auch der Sitz des Ordens in Drisht gegründet worden sein.
Das genaue Gründungsdatum des Ordens ist nicht bekannt. Die ersten urkundlichen Erwähnungen stammen jedoch aus der zweiten Hälfte des 16. Jahrhunderts.
Der Titel des Großmeisters wurde vom Vater an den Sohn weitergegeben und blieb in der Familie bis 1697, als der letzte Erbe der Familie, Giovanni Andrea II. Angelo Flavio Comneno, der keine Söhne hatte  und die ritterliche Institution nicht aussterben lassen wollte, das Großmagisterium an den Herzog Francesco Farnese von Parma verkaufte.
Die Familie Angelo starb in der männlichen Linie 1703 mit Giovanni Andrea und in der weiblichen Linie 1756 mit Laura aus.
Heute gibt es drei Konstantinische Orden des Heiligen Georgs: den parmesischen, den neapolitanischen und den spanischen.

## Familienverhältnisse
- Andrea I. († 1451) ⚭ Dona Thia (Dorothea)
  - Pal I.
  - Pjetër I. (ital. Pietro, * 1435; † 1511) ⚭ Lucia Span[Anm. 38], die Tochter von Alexis Span, Herr von Drisht[40]
    - Alessio († vor 1545 im Krieg gegen die Osmanen)
    - Paolo II. († 1573), Pfarrer von Briana, Fraktion von Noale
    - Giovanni Demetrio († 1571) ⚭ Francesca Magna
      - Pietro II. (1592) Bevulla ⚭ Lucrezia Bevulla (lat. Bevulca)
      - Giovanni Andrea (*20 mar 1569; † 1592)
      - Giacomo Antonio († nach 1610)

    - Andrea II. († 1581)
    - Girolamo I. (Geronimo; † 1591) ⚭ Orsola (Ursula) Bini (oder Baruzzi)
      - Michele Leone Salvatore (* 25. Februar 1557; † 14. Juli 1623) ⚭ Lucietta Micheli († 1614)
      - Leone † (1591)
      - Pietro III.
      - Andrea III. (* 29. Juni 1578; † 1644) ⚭ ?[Anm. 39]
        - Girolamo II. ⚭ ?
          - Laura († 1756)

        - Pietro IV. (starb jung)
        - Giovanni Andrea († 8. April 1703) ⚭ ? Mandicardi